# Christopher McDougall
Pour les articles homonymes, voir McDougall.
 (juillet 2013).
Si vous disposez d'ouvrages ou d'articles de référence ou si vous connaissez des sites web de qualité traitant du thème abordé ici, merci de compléter l'article en donnant les références utiles à sa vérifiabilité et en les liant à la section « Notes et références ».
Christopher McDougall, né le 24 janvier 1962, est un écrivain et journaliste américain. Son livre le plus connu est Born to Run (Né pour courir). Il est également connu pour ses articles dans Esquire, le New York Times Magazine, Outside et le New York Magazine, ainsi que pour son travail de conseiller de rédaction au Men's Health.

## Biographie
En 2009, McDougall publie Born to Run, narrant l'histoire des membres de la tribu indienne des Tarahumaras dans les Barrancas del Cobre au Mexique. L'ouvrage est traduit en 2012 en français. En 2015, il sort Natural Born Heroes explorant divers aspects des héros et de la condition physique. Il couvre principalement l'enlèvement d'un général nazi Heinrich Kreipe, pendant la Seconde Guerre mondiale. Ce livre est traduit en français en 2016 sous le titre Tous des héros.